# Учредително събрание
Вижте пояснителната страница за други значения на Учредително събрание.
Учредителното събрание в Търново (10 февруари 1879 – 16 април 1879) е първото Народно събрание на България след Освобождението на страната от османско владичество през 1878 година, вследствие на Руско-турската война от 1877 – 1878 година.
Свикано е на основание чл. 4 от Берлинския договор между Великите сили и Османската империя.
Участват 230 народни представители от земите на бъдещото Княжество България и Сергей Лукиянов - специален представител на княз Дондуков-Корсаков в работата на събранието и автор на проекта за българска конституция. Не са допуснати до участие представители на българите от останалите под Османска власт земи - Тракия и Македония. 
От българските депутати 117 взимат участие "по право" - това са председатели на висшето духовенство, председатели на окръжни съдилища и други институции; 89 депутати са избрани от населението и 24 са назначени пряко от княз Дондуков-Корсаков като представители на различни общности в България и на няколко обществени организации – Рилския манастир, Одеското българско настоятелство, Виенското българско общество „Напредък“, Българското книжовно дружество и Кишиневското българско общество.
Задачата на Учредителното събрание е да изработи основния закон на Княжество България. Открито е на 10 февруари 1879 г. от руския императорски комисар княз Александър Дондуков-Корсаков.
По същото време в Пловдив заседава Комисия от европейски представители, която трябва да изработи основен закон за управление – Органически устав за областта Източна Румелия, поставена под пряката политическа власт на султана. 

## История

### Свикване
В изпълнение клаузите на предварителния Санстефански мирен договор и на Берлинския договор от 1878 г., Учредителното българско народно събрание (УНС) заседава от 10 февруари до 16 април 1879 г. в старата българска столица Търново. То е свикано по разпореждане на императорския руски комисар княз Ал. Дондуков-Корсаков с цел да изработи и утвърди бъдещото държавно устройство на новоосвободеното Княжество България. Рамката на това устройство е вече очертана в Берлин: автономно трибутарно княжество, намиращо се под върховната власт на султана. Формата на държавно управление е посочена като конституционна наследствена монархия, начело с княз.
Методът по който се формира това събрание - приблизително 2/3 назначени по звание и длъжност и 1/3 чрез избори от населението е предложен от княз Дондуков. Той е и сходен с начина на формиране на органите на местно самоуправление, въведени през Танзимата и съставяни в българските земи в продължение на десетилетие - изборни членове и членове по право въз основа на заеманата от тях длъжност. Начинът на избор на представителите е съгласуван с представителите на европейските велики сили. За това свидетелства в кореспонденцията си до Британското външно министерство (англ. Foreign Office) английският дипломат Уйлям Палгрейв.

Член 4 от Берлинския договор предвижда събрание на първенците (или нотабили - от англ. Assembly of Notables of Bulgaria). Палгрейв посочва и виждането на княз Дондуков относно кои спадат към първенците:
Той [княз Дондуков] смята, че с думите „български първенци“ се означават главно 1) висшите духовници в Княжеството; 2) председателите на градските и общинските съвети или събрания в провинциалните райони; 3) видните учители, които, смея тук да отбележа [У. Палгрейв], са все българи до един; 4) едрите земевладелци или „чорбаджии“, в цялата страна; 5) всеки образован и с добра репутация човек, когото съседите му биха преценили за подходящ да бъде избран за „първенец“,...
Княз Дондуков е искал да има справедливо (пропорционално) представителство на различните етнически и религиозни групи от населението в бъдещото княжество. Чрез назначените пряко от него делегати броят на мюсюлманите турци е доведен до 13 включително един мюфтия, като изрично е настоявал Варненска губерния да бъде представена от поне петима турци. Гръцката общност населяваща предимно черноморските градове е представена от гръцкия митрополит във Варна Кирил, кмета на Балчик Янаки Комнино и избрания от Варна депутат Щерю Анастасиади. Еврейската общност се представлява от софийския равин. 
Откъснатите българи в Северна Добруджа, оставените в робство в Македония и Одринска Тракия нямат право на делегати. Въпреки това от там пристигат избраници в Търново, някои от които записани като представители на окръзи от Княжеството. 
Народните представители в Учредителното събрание не са случайни хора: значителна част от тях са с висше образование, получено в Русия и Западна Европа, 2/3 от всички депутати владеят френски, а половината – френски и друг език, около 70 души са активни участници в националноосвободителното движение преди Освобождението. Като професионално занимание най-много са представителите на възрожденската интелигенция: учители, прависти, духовници, публицисти, издатели, лекари, но има и търговци, занаятчии, селяни. Налага се изводът, че въпреки дългото османско владичество българският народ е в състояние да излъчи достойни и способни представители, които показват далновидност в непозната за тях дейност – парламентарната, и стават първите строители на съвременна България.
Първите заседания на народните представители са неофициални и се провеждат в църквата „Св. Никола“ в Търново преди самото откриване на Учредителното събрание. На тях присъстват и дошлите 45 народни избраници от Македония, Източна Румелия и Одринско. Основната и единствена точка, по която са разгорещените дебати, е „общонародният въпрос“, т.е., разделянето на земите, населени с българи, от Великите сили и организирането на действен протест срещу тази неправда. Внушителна група от участниците е на мнение, че Учредителното събрание не трябва да се открива, защото така българите официално ще признаят несправедливите клаузи на Берлинския договор. Неофициално тази позиция се поддържа и от някои кръгове във Временното руско управление, включително от неговия ръководител княз Дондуков, който се надява чрез разпускане на събранието да удължи руската окупация след определения от Берлинския договор срок, но тези намерения са осуетени от твърдата позиция на руското правителство и от съпротивата на много от по-умерените народни представители.

### Представители на европейските велики сили, Русия и Турция
Заседанията в Търново се наблюдават и от представители на държавите подписали Берлинския договор:
- Германия – Густав Брюнинг (нем. Friedrich Carl Gustav Brüning) - представител на Германската Империя,
- Франция – Жул Шефер (фр. Eugène-Frédéric-Jules Schefer) - генерален консул на Франция в България,
- Англия – Уйлям Палгрейв (англ. William Gifford Palgrave) - генерален консул на Англия в България[7],
- Италия – Доменико Бруненджи (ит. Domenico Brunenghi) - генерален консул на Италия в България,
- Австро-Унгария – барон Цвиденек (нем. Julius von Zwiedinek-Südenhorst) - специален делегат в Княжество България (октомври 1878 – май 1879),
- Русия – Александър Давидов - генерален консул на Русия в България,
- Турция – Пертеф Ефенди (тур. Pertev Efendi) - Oсмански императорски комисар.

Техните подписи (с изключение на този на Пертеф Ефенди) са положени под протокола от откриването на Събранието.
Идват и журналисти от европейски вестници. Представителят на Англия Уйлям Пелгрейв съобщава за кореспонденти на Таймс (Тhe Times) и Стандарт (The Standard).

### Откриване
Учредителното народно събрание е открито тържествено на 10 февруари 1879 г. от императорския руски комисар в страната княз Александър Дондуков-Корсаков в сградата на бившия турски конак в Търново (напълно унищожена в пожар на 18 декември 1906 г. и после възстановена), дело на прочутия майстор Кольо Фичето, в присъствието на представители на всички държави, подписали Берлинския договор и много гости. Важното в речта на Дондуков е свободата на действие, която се предоставя на българските депутати в тяхната работа:
| „                            | С пълна свобода и независимост на отделните мнения и общи прения да се изкаже всеки от Вас съвестно и с убеждение като имате на ум, че във Вашите ръце е щастието, благоденствието и бъдещата съдба на отечеството, което е извикано към нов политически живот. | “ |
| Александър Дондуков-Корсаков | |   |

Ненамесата във вътрешното конституционно устройство на Княжеството е правилен ход на Русия като най-сигурно средство за укрепване влиянието ѝ сред българите. В първите заседания депутатите обсъждат процедурни въпроси, гласуват благодарствени адреси до руския император за освобождението на българския народ, изработват и правилник за вътрешния ред на събранието. За председател на УНС е избран бившият екзарх Антим I, а за подпредседатели Петко Каравелов и Тодор Икономов.

### Задачи
Главната задача на първите народни избраници е разглеждане и гласуване на конституция на Българското Княжество. Проектът за конституция, предложен за обсъждане в Учредителното събрание, е по първоначален руски проект, изработен от комисия под ръководството на началника на съдебния отдел при Временното руско управление в страната Сергей Лукиянов. За основа на „Органическия устав“, както се нарича документът тогава, са приети действащите вече конституции на съседните държави Сърбия и Румъния. Взето е предвид и мнението на българската страна – през есента на 1878 г., когато комисията по проекта работи, Лукиянов се обръща към редица видни български общественици и чрез приложен въпросник изисква писменото им мнение за бъдещото държавно устройство на България. Някои от изказаните становища са включени в проекта.
В началото на ноември 1878 г. изработеният проект на „Органическия устав“ е изпратен в Русия за преработка и одобрение. Допълнения в него се внасят от руското министерство на външните работи и от военния министър на Русия Дмитрий Милютин. На 27 декември 1878 г. документът е върнат в София. Съставителите на проекта са отдали дължимото на установените демократични традиции на българския народ и настъпилите промени в обществото след Освободителната война. В него присъстват редица либерални моменти: намалени права на княза, издигната е ролята на народното събрание, предложено е всеобщо и пряко народно гласуване и пр.
Още на първите заседания Учредителното събрание избира своя 15-членна комисия, която има задача да прегледа руския проект и да изработи нов документ за основните начала, върху които трябва да е изградена българската конституция. Председател на комисията е Константин Поменов, сред членовете са Марко Балабанов, Димитър Греков, Тодор Икономов и др. На 21 март 1879 г., на 12-ото заседание на събранието, комисията представя своя доклад, изработен в съответствие на декларацията на човешките права, прогласена от Френската революция. В него се подчертава: „Най-главното начало на една Конституция е началото на свободата. Свобода на действувание, говорение и мисление са начала, които като вродени человеку, трябва да се почитат от всяка Конституция“. Други важни принципи, подчертани в рапорта, са: принципът на равенството пред закона, принципът на самоопределението, който намира приложението си в участието на народа в законодателната власт, и принципът на сигурността на човека, т.е неприкосновеност на личността, жилището, собствеността и кореспонденцията. Учредителното събрание не приема доклада на комисията, но формулираните идеи в него оказват силно влияние в по-нататъшната му работа.
Повече от двадесет дни депутатите обсъждат бъдещата конституция подробно, член по член. Те единодушно решават да отстранят от руския проект постановки, които напомнят юридическата зависимост на Княжеството, или да се изменят в духа на българската национална независимост. Съгласие се постига по още много въпроси: названието на основния български закон да бъде „конституция“, както е при свободните народи, а не „органически устав“; задължително и безплатно начално образование на българите; неразделяне на обществото на съсловия; забрана на мъченията; свобода на печата; размер на цивилната листа на бъдещия княз и пр. По редица други въпроси обаче споровете са продължителни и яростни. В хода на дебатите по отношение на това еднокамарен или двукамарен да бъде българският парламент, окончателно се оформят двете фракции в Учредителното събрание – либерали и консерватори, които впоследствие прерастват в съответните политически партии. Като водачи на либералите изпъкват Петко Каравелов, Петко Славейков, Драган Цанков и др. Лидери на консерваторите в събранието стават д-р Константин Стоилов, Григор Начович, Тодор Икономов, Марко Балабанов и др. Независимо от рязкото противопоставяне между двете фракции в събранието, Тодор Икономов дава блестящ пример за толерантност; като вносител на предложението за въвеждане на сенат, той пише аргументирана реч, която сам предлага на опонента си от страна на либералите Петко Славейков, за да се запознае с нея преди обсъждането. То протича толкова бурно, че накрая избухва скандал и консерваторите напускат заседанието.
Либералите се налагат не само по въпроса да отпадне сенатът, но и по други важни проблеми и така внасят мощна либерална струя в българската конституция. Не по-малко влияние оказват изказванията на консерваторите Константин Стоилов, Марко Балабанов и Димитър Греков за нуждата от самоуправление на общините и децентрализация на управлението, за обявяване на българската земя за свободна от робство територия, за премахване на текста за васалното отношение на Княжеството към Високата порта и много други.
Голям и важен е дебатът, който се разгаря по „църковния въпрос“, защото след разпокъсването на Отечеството той е пряко свързан с „националния въпрос“. С цел запазване духовното единство на българския народ в лицето на Екзархията, депутатите гласуват чл. 39 на Конституцията, според който българската църква не се обособява в рамките на Княжеството, а остава част от българската църковна област, която фактически обхваща териториите на Мизия, Тракия и Македония. Неудобството от административна гледна точка за църковните дейци от факта, че местопребиваването на Екзарха остава в Цариград, е прието като необходима жертва.
Окончателните поправки в текста на Конституцията се обсъждат на 14 април 1879 г., на 26-ото предпоследно заседание. След приключването председателят на Учредителното народно събрание митрополит Антим Видински, първият български екзарх, се обръща към депутатите със следните думи:
| „                         | Слава Богу! Свършихме делото, за което бяхме повикани. Станаха някои неспоразумения, но то се разумява от само себе си. Нашето събрание беше като кораб, изложен на бури: слава Богу, този кораб достигна пристанището. Можем да кажем, че направихме закони от Народа за Народа. | “ |
| митрополит Антим Видински | |   |

### Приемане и подписване на конституцията
Търновската конституция е гласувана и подписана на 16 април 1879 г. (откогато влиза и в сила) от депутатите на Учредителното събрание и става правната основа за изграждане на новата българска държава.
Оригиналният (ръкописен) документ е подписан от 212 души, (подпис поставя и Сергей Лукиянов, специален представител на княз Дондуков-Корсаков в работата на събранието и автор на проекта за конституция). Без неговото име, подписите на българските представители в оригинала на конституцията са 211. 18 депутати (включително Варненският и Преславски митрополит Симеон) не подписват Конституцията.
В печатното издание (1879 г., „Типографията“ на Любен Каравелов и Нестор Жейнов в Търново) има подписи на 213 души.

## Табло с портретите на депутатите
Изработено по време на Учредителното събрание, това табло включва портретите на 217 лица, като някои от тях не са на депутати от УС - Сергей Лукиянов и др. Централно място заема образът на бившият българският екзарх Антим I - избран за председател на събранието.

## Дневници на Учредителното събрание
В детайли дейността на всеки един депутат в Учредителното народно събрание може да се проследи от първоизвора – протоколите (дневниците) на събранието. Те са известни, претърпяват няколко издания, отделни пасажи от тях често се цитират и преразказват. Въпреки погрешно създадена представа за тях, стенограф и стенограми в Учредителното събрание в Търново няма. Нуждата от стенограф обаче е почувствана остро именно тогава и кара Григор Начович да потърси още през лятото на 1879 г. добър стенограф в чужбина. На поканата му откликва младият словенец Антон Безеншек, който идва в София през есента на 1879 г., основава стенографско бюро към Народното събрание и става основоположник на българската стенография. Дневниците на Първото обикновено народно събрание се стенографират.
А в Учредителното народно събрание протоколите са писани на ръка – на кирилица, с поправки и зачертавания, както се пише чернова. Воденето на протоколите се извършва от секретари, избрани между депутатите. На тяхната работа се гледа сериозно и тя е строго регламентирана от чл. 35 на приетия Правилник за вътрешния порядък на УНС. За длъжността на секретарите още се казва: „...да пазят порядъчно архивите на Събранието, да приемат представляемите от разни места или лица, освен депутатите, прошения..., да държат редовно протоколите и подир одобрението им да ги представят“ час по-скоро за напечатване. Изборът на секретари в Учредителното събрание се извършва на 6-ото заседание, на 25 февруари 1879 г., и избраните са: Д-р Константин Стоилов (бъдещ министър-председател), Иван Гюзелев (бъдещ математик, философ и министър на просвещението), Петко Генчев, Райчо Каролев (бъдещ министър на просвещението и директор на Народната библиотека), Петко Горбанов (бъдещ главен секретар в Министерството на правосъдието и заместник-кмет на София), Архимандрит Константин. В първите заседания, преди избирането на секретарите, протоколите са водени от Тодор Икономов и архимандрит Константин. Събранието изрично решава, че секретарите имат право винаги да се включват в обсъжданията, стига да се осигурят техни заместници за това време. Ясно е избраните да водят протоколите са млади, енергични и способни депутати, владеещи чужди езици, в никакъв случай не са просто регистратори – някои от тях стават известни политици и общественици през следващите няколко години.

Разбира се, въпреки очевидното старание на секретарите, записът на ръка не може да се сравнява със стенографското писмо. Някои реплики, обиди (имало е такива) и думи те съкращават, някои обобщават, дори редактират и преразказват. Например изказването на Т. Станчов от Русе в защита на законодателния характер на УНС е обобщено от секретаря: 
| „          | ...тука г-н Станчов се увлече в своето ораторско разпалване, получи от председателя съвет да прекъсва и да се оттегли от трибуната. | “ |
| Т. Станчов | |   |

Въпросът за това, трябва ли да се записва всичко, изречено в заседанията, се обсъжда неколкократно. Интересно е, че се обмисля и гласува решение, според което неуместно изказани думи и обиди могат да се оттеглят по молба на депутата.
Все пак няма по-достоверен източник от ръкописните дневници за случващото се преди 136 години в залата на Учредителното събрание в Търново. Радостно е, че ръкописните оригинални протоколи на УНС са запазени. Те се съхраняват в Българския историческия архив при Народната библиотека „Св. св. Кирил и Методий“ в София, обхващащ 267 листа ръкописен текст и съдържащ дневниковите записки, списък на присъстващите депутати, много допълнения и поправки, оригиналните подписи на упълномощения руски комисар Сергей Лукиянов, на председателите и секретарите. Дневниците са реставрирани и са в добро състояние. Постъпването им в Народната библиотека е интересна история, свързана с имената на Любен Каравелов, Петко Каравелов и издателя Нестор Жейнов.
Преди Освобождението Любен Каравелов има печатница в Букурещ. През ноември 1877 г. той я пренася в Търново и в края на годината официално я регистрира като „Типография на Л. Каравелова“. След решението за свикване на Учредителното събрание в Търново и по всяка вероятност – получаване поръчката за печатане на дневниците на събранието, името на печатницата се променя на „Типография на Л. Каравелова и Н. К. Жейнова при Народното събрание в Търново“. Помещава се в приземието на сградата, където заседава Учредителното народно събрание, т.е. в сградата на бившия турски конак. След смъртта на Каравелов съдружникът му Нестор Жейнов взима и всички ръкописи, и документи, намиращи се тогава в печатницата, сред тях са и ръкописните дневници на УНС, които преди смъртта си през 1916 г. завещава на сина си Григор Жейнов с поръчение да ги предаде на Българската царска делегация в Москва. През 1939 г. материалите са предадени, и чрез Министерството на външните работи и изповеданията идват в Народната библиотека в София. С оповестяването на изключително ценните ръкописи лично се заема нейният директор Райчо Райчев.
Ръкописните дневници на Учредителното народно събрание са издадени факсимилно с разчетен текст и коментар през 2009 година от Народната библиотека „Св. св. Кирил и Методий“ под съставителството на Милкана Бошнакова.

## Временни правила за избиране на представители за I ОНС
Народните представители дискутират неколкократно в последните заседания „Временните правила“. Независимо че документът е създаден с кратък срок на употреба – до изработването на отделен „избирателен закон“ от бъдещото Народно събрание, важността му е изрично подчертавана от повечето от тях.

## Бюро

### Председател
- екзарх Антим I

### Подпредседатели
- Петко Каравелов
- Тодор Икономов
- митрополит Симеон Варненски и Преславски

### Секретари
- Петър Генчев
- Райчо Каролев
- Иван Гюзелев
- Константин Стоилов
- Петко Горбанов
- Архимандрит Константин
- Иван Данев
- Павел Братоев
- Петър Чернев

## Народни представители
Списъкът на присъстващите представители в Народното събрание в Търново на 10 февруари 1879 г. включва имената на: депутатите по звание, избраните чрез пряк вот от народа, депутатите от учреждения и различни организации и назначените от руския императорски комисар. Депутатите от учреждения представят утвърдени културни и просветни центрове на българите през Възраждането – Рилския манастир, Одеското българско настоятелство, Виенското българско общество „Напредък“, Българското книжовно дружество в Браила, Кишиневското българско общество.
Някои от имената на видните депутати (подредени по азбучен ред) в списъка на депутатите в Учредителното събрание са:
- Митрополит Видински Антим I
- Митрополит Климент Търновски
- Митрополит Григорий Доростоло-Червенски
- Митрополит Иларион Ловчански и Кюстендилски
- Митрополит Симеон Варненски и Преславски
- Митрополит Мелетий Софийски
- Георги Странски
- Георги Вълкович
- Григор Караманов
- Григор Начович
- Димитър Греков
- Драган Цанков
- Димитър Пъшков
- Иван Касабов
- Киряк Цанков
- Константин Стоилов
- Константин Поменов
- Никола Чернокожев
- Марин Поплуканов
- Марко Балабанов
- Павел Поппетров - Патю Чорбаджи
- Петко Каравелов
- Петко Славейков
- Райчо Каролев
- Стефан Границки
- Тодор Икономов
- Христо Стоянов
- Цеко Петков